# 193e brigade d'infanterie (États-Unis)
La  193e brigade d'infanterie a été, au départ, constituée le 24 juin 1922 comme un élément de l'armée de réserve des États-Unis et affectée à la 97e division, comme quartier général et compagnie du quartier général. En février 1942, la brigade est réorganisée et reconstituée : elle devient la 97e division de troupes de reconnaissance. En février 1943, les troupes sont envoyées en service militaire actif et regroupées à Camp Swift, au Texas. En octobre 1945, est opérée une nouvelle réorganisation : elle devient la 97e troupe de reconnaissance de cavalerie mécanisée

## Seconde Guerre mondiale
La 97e troupe de reconnaissance débarque au Havre le 2 mars 1945, comme élément de la 97e division d'infanterie.
La division traverse la frontière allemande à l'est d'Aix-la-Chapelle et prend une position défensive le long de la rive ouest du Rhin, en face de Düsseldorf, commençant à patrouiller.
Ensuite, la division engage la bataille de la poche de la Ruhr, traversant le Rhin près de Bonn et enlevant une position sur la rive sud de la rivière Siege. Après avoir traversé cette rivière, en rencontrant une légère résistance, elle engage un combat de rues dans Siegburg. Poursuivant vers Düsseldorf en terrain difficile et forte résistance ennemie dans une région de forêts, la division prend possession de Solingen. Düsseldorf tombe le lendemain et la poche de la Ruhr est réduite.
La 97e troupe de reconnaissance a joué un rôle essentiel pendant la campagne de la Ruhr. En plus de son travail habituel de reconnaissance et son rôle de patrouille, l'unité s'est chargée de protéger tout le flanc gauche de la division.
Faisant mouvement pour protéger le flanc gauche de la Troisième armée (en:Third Army), sur son itinéraire au sud, la 97e division a pris Cheb, Tchécoslovaquie et a attaqué la poche tchécoslovaque près de Weiden, Allemagne. Elle était à Konstantinovy Lázně, Tchécoslovaquie quand elle a reçu l'ordre du cessez-le-feu, le 7 mai 1945. La division embarque alors au Havre, le 16 juin 1945, pour un redéploiement dans le Pacifique, arrivant à Cebu, Philippines, le 16 septembre, et rejoignant ensuite le Japon pour l'occupation, arrivant à Yokohama par bateau le 23 septembre.
La 97e troupe mécanisée de reconnaissance est placée en inactivité en mars 1946, au Japon. (Réserves organisées renommées Corps de réserves organisées le 25 mars ; rebaptisée armée de réserve le 9 juillet 1952.) Convertie et renommée en juillet 1962 comme Quartier général et compagnie du quartier général, 193e Brigade d'infanterie et relevée de son service au sein de la  97e division d'infanterie.

## Panama
En 1961, après la tentative avortée de débarquement de la Baie des cochons et les rumeurs d'aide soviétique à Cuba, le secrétaire d'état à la défense, Robert McNamara, décide de renforcer les forces armées américaines dans les Caraïbes. L'armée remplace alors le groupe de militaires dans la zone du Canal de Panama par la 193e brigade d'infanterie, activée dès le 8 août 1962.
Pendant la plus grande partie de son engagement dans la zone du canal, la 193e comprend les unités suivantes :
- 3e bataillon, 5e Infantry ("Bobcats," Fort Kobbe ; précédemment les "Red Devils," 1er Bataillon (Airborne), 508e Infantry)
- 4e bataillon, 10e Infantry ("Apaches," Fort Davis)
- 4e bataillon, 20e Infantry ("Sykes Regulars," Fort Clayton)
- Batterie B, 22e Field Artillery (Fort Kobbe, plus tard renommée Battery D, 320e FA)
- 518e Engineer Company (Fort Kobbe, plus tard renommée 59e Engineer Company)
- 534e MP Company (Fort Clayton)
- 549e Compagnie de police militaire (Fort Gulick)
- 210e bataillon d'aviation(Albrook Army Air Fieldb; déplacé pendant les années 1970 vers Fort Kobbe comme élément des traités de réorganisation du canal)
- 1097e Compagnie de transport (Medium Boat) (Fort Davis)

De plus, il y avait d'autres unités comme School of the Americas (Fort Gulick), 3e bataillon, 7e groupe de forces spéciales (Fort Gulick), et le centre d'entrainement pour les opérations dans la jungle (Fort Sherman) qui n'étaient pas considérées comme faisant partie de la 193e mais étaient en relation et obéissaient aux mêmes règles pour leur hiérarchie et/ou officiers supérieurs.
D'autres unités étaient présentes à différentes époques. Par exemple, la brigade avait, la plupart du temps au cours des années 1960, un missile mixte HAWK et un M42 Duster bataillon, 4e bataillon, 517e Artillery (Battery A à Fort Davis, Dusters ; Battery B, Fort Clayton, Dusters; Battery C, HAWKs, Flamenco Island; and Battery D, HAWK, Fort Sherman).
La brigade fut également renforcée de manière à lui permettre le commandement de la 92e et de la 53e brigades d'infanterie (Separate) venant de Puerto Rico et de Florida National Guard, respectivement. En 1977, pour tester le commandement et contrôler les forces de combat, le 193e Combat Support Battalion (CSB) fut mis en service dans la brigade. Le 193e CSB commande alors une très grande variété d'unités, de manière à inclure la 193e Military Intelligence Company (Combat Electronic Warfare and Intelligence - CEWI), la 1097e Transportation Company (Medium Boat), et même une unité d'artillerie de campagne (Battery D, 320th FA).
En octobre 1983, les 1er et 2e bataillons, 187e d'infanterie furent affectés à la 193e brigade d'infanterie à Panama en conséquence d'une nouvelle affectation du 4e bataillon, 10e Infantry et le 3e bataillon, 5e Infantry, respectivement. La compagnie A, 2e bataillon, 187e d'infanterie was on jump status et plus tard cela sera appliqué au bataillon entier.
En 1987, au cours d'une remise à plat des forces de combat de l'armée américaine, les couleurs des 1er et 2e bataillons furent désactivées à Pananma et réactivées à  Fort Campbell, KY. Par conséquent, les 2-187e furent renommés 1er Battalion (Airborne), 508e Infantry alors que le 1-187th était appelé 5e Battalion, 87e Infantry.
À partir de 1988, après le premier coup d'état contre Noriega, la vie des soldats et de leurs familles devint de plus en plus difficile à cause du malaise des civils de Panama City et du harcèlement des forces de défense panaméennes.
L'armée envoya des forces complémentaires au Panama (Opération Nimrod Dancer).
Le président George Bush ordonna l'invasion de Panama, nom de code  Opération Juste Cause, pour protéger les vies américaines, la propriété, et permettre l'installation des vainqueurs des élections prévues l'été suivant.

### Opération Juste Cause
La mission de la 193e brigade, organisée tactiquement comme Task Force Bayonet, comportait deux volets.
Le côté défensif prenait en charge la protection d'un important complexe de bases militaires américaines, les hébergements, le canal de Panama et les services dédiés au canal qui s'étendaient sur 20 kilomètres.
La mission comprenait également la protection des complexes fermés et vitaux de Miraflores et Pedro Miguel.
Simultanément, la brigade était responsable d'une zone d'opérations qui dépassait la moitié de Panama City et ses 1.1 million d'habitants. Dans cette zone, le but de l'offensive initiale menée oar la brigade était d'isoler et d'éliminer toutes les unités de PDF (police, militaires et para-militaires) dans les secteurs de Fort Amador, Ancon Hill, Balboa, et Chorrillo. La Commandancia, de première importance, fut prise dans un coup de main. D'autres objectfs incluaient : le bataillon d'ingéniers du PDF, cette partie de Fort Amador occupée par la PDF 5e Compagnie et le quartier général de l'armée panaméenne ; la Balboa et Ancon DENI (Panama’s National Defense of Investigations) et les gares du Balboa Department of Transportation (DNTT).
Bien que la 193e brigade d'infanterie (légère) ne soit, d'après TO&E, qu'une petite brigade, résultant d'augmentations variables menant à Juste Cause, dans son rôle de TF Bayonet elle devint la plus grande brigade engagée dans cette opération. Les différentes unités composant TF Bayonet le jour-j (D-Day) furent, :
- Organes de la brigade :
  - 1st Battalion, 508th Infantry (Airborne)
  - 5th Battalion, 87th Infantry
  - Battery D, 320e Field Artillery
  - 59th Engineer Company (Sapper)
  - HHC, 193e Infantry Brigade (Light)
- Augmentation à la suite de NIMROD DANCER :
  - 4e Battalion, 6th Infantry, attaché au 193e Infantry Brigade venant de la 5e Infantry Division (Mechanized), à Fort Polk, LA.
  - One M551 Sheridan platoon from the 3d Battalion, 73e Armor, attachée à la 193e Infantry Brigade le 18 novembre 1989 venant de la 82e Airborne Division, Fort Bragg, NC
- Augmentation effective en exécution de Juste Cause :
  - 519th MP Battalion, OPCON to the 193d Infantry Brigade; deployed to Panama the week before JUST CAUSE from Fort Meade, Maryland.
    - 209e MP Company
    - 401e MP Company
    - 511e MP Company
    - 555e MP Company
    - 988e MP Company
    - 108e MP Company (arrivée à D+1 comme élément de renforcement du flux aérien)

  - One company, 75e Ranger Regiment, OPCON le D-Day avec le projet de nettoyer la Cmmandancia[8].
  - One Marine LAI platoon (LAV-25s) OPCON to the 193e Infantry Brigade from TF Semper Fi.

La 193e brigade d'infanterie, resta au Panama jusqu'au 14 octobre 1994, après plus de 32 ans de présence, elle fut honorée comme étant la première unité active à respecter les clauses du traité du canal de Panama de 1977.

## Mission courante
Le 31 janvier 2007, la 193e brigade d'infanterie est réactivée à Fort Jackson, Caroline du Sud avec la mission d'entrainer au combat de base les nouvelles recrues de l'armée. Elle remplace alors la 171e brigade d'infanterie dans cette tâche. Cependant, la 193e et la 171e ont toutes les deux leurs quartiers généraux et leurs personnels sur le site.
- Headquarters & Headquarters Company
- 1er bataillon, 13e Infantry
- 2e bataillon, 13e Infantry
- 3e bataillon, 13e Infantry
- 2e bataillon, 60e Infantry
- 3e bataillon, 60e Infantry

## Campagnes créditées
- Seconde Guerre mondiale.
  - Europe centrale.
  - Combat d'infanterie Brigade – streamer
- Opération Juste Cause
  - Panama